# Cartaginense
La Cartaginense (en latín Carthaginensis o Carthaginiensis) se refiere tanto a una circunscripción territorial romana (primero como conventus iuridicus y posteriormente con la categoría de provincia romana) como a una provincia eclesiástica, ambas con capital en Carthago Nova (Cartagena).

## Provincia romana

### Introducción

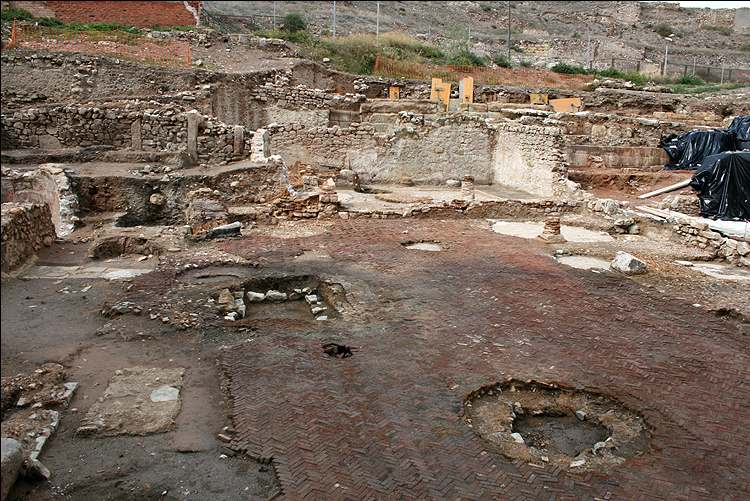
Termas de Cartago Nova.

La provincia romana Cartaginense fue creada en el Bajo Imperio y se situaba en el centro y sureste de la península ibérica, con capital en Carthago Nova, actual Cartagena. Comprendía el territorio original del conventus iuridicus del mismo nombre y, según la tesis tradicional, las partes adyacentes de los conventus iuridici Tarraconense, Caesaraugustano y Cluniacense.
Aproximadamente se correspondía con la actual Región de Murcia, la parte este de Andalucía Oriental, gran parte de la Comunidad Valenciana, de Castilla-La Mancha y de la Comunidad de Madrid y, tal vez, algunos territorios del sur de Castilla y León (si es que realmente no pertenecían a la provincia de Gallaecia, tal como opinan algunos autores).

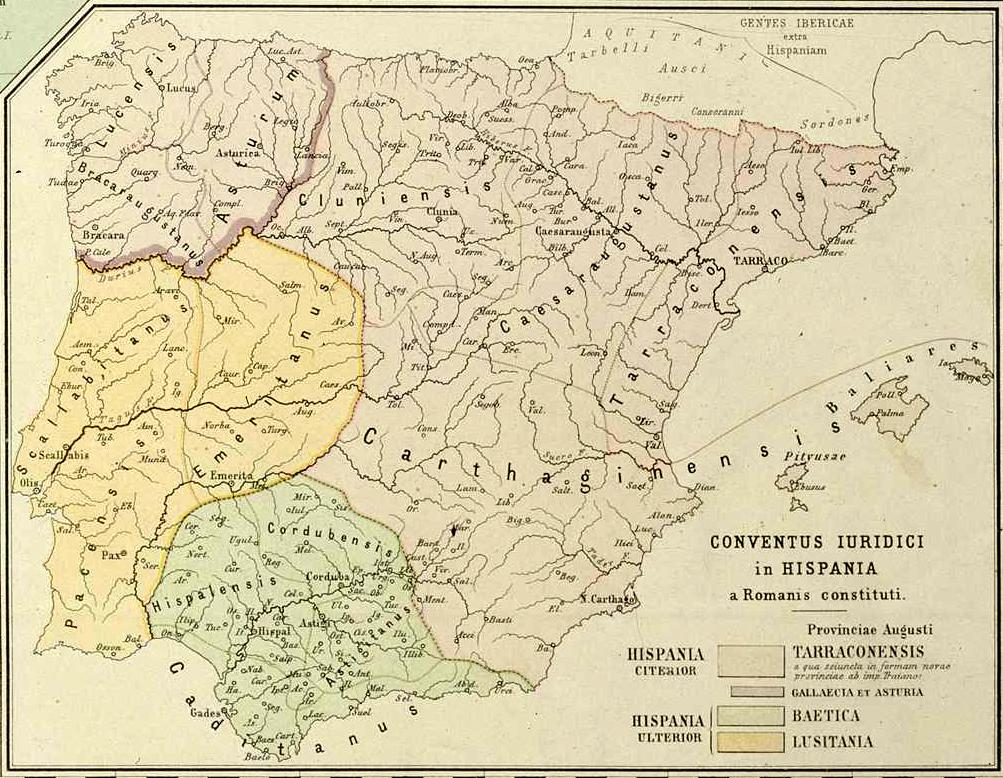
División de Hispania en provincias y conventus.

Originalmente su territorio formó parte de la provincia Tarraconense, como uno de sus conventus iuridici, fue segregado de esta por Diocleciano entre el año 297 y el 314 (Laterculus Veronensis), y se asignó, junto a las islas Baleares (que posteriormente se separarían para constituir una provincia por sí solas), con el rango de provincia, a la diocesis Hispaniarum.

### Historia

Hispania bizantina.

Como señala J. Arce, desde la invasión franca hacia el 260, y hasta la invasión bárbara del 409 Hispania permaneció en paz y todo el siglo IV fue para la península ibérica un siglo de paz y prosperidad, pasando sin traumas dignos de mención de manos de un emperador a otro, o de un usurpador a otro. A mediados del siglo IV, posiblemente bajo Juliano II, las islas Baleares fueron transformadas en la provincia Balearica, desgajándose probablemente de la Cartaginense, mejor que de la Tarraconense.
La provincia sufrió el impacto de la invasión de vándalos, suevos y alanos de 409, viendo saqueados sus territorios, especialmente los de la Meseta. En el 441 el rey suevo Réchila conquistó las provincias Cartaginense y Bética. Devuelta a los romanos, la provincia volvió a ser saqueada por los suevos en 456. A mediados del siglo V fue anexionada por los visigodos dirigidos por su rey Eurico, quienes mantuvieron la provincia como una de las demarcaciones de su reino.
A principio del siglo VI, tropas bizantinas incorporaron al dominio de Constantinopla en nombre del emperador Justiniano I la zona costera de la provincia, y le sumó parte de la Baetica formando una nueva provincia que abarcaba desde el Algarve portugués hasta el sur de la actual provincia de Valencia. Justiniano cambió el nombre de la capital por el de Carthago Spartaria y la convirtió en capital de la provincia de Spania.
Gran parte de los territorios bizantinos fueron reconquistados para el Reino Visigodo por Leovigildo (568-586). La capital, Carthago Spartaria, aún resistiría algunos años más, hasta su conquista y destrucción por el rey visigodo Suintila hacia el año 622. En 711, la invasión musulmana de la Península supuso la desaparición de la provincia.

### Administración provincial
La provincia Cartaginense, al igual que la Tarraconense, tuvo rango pretorio y estaba gobernada por un praeses o praesides, dependiente del vicarius Hispaniae o comes Hispaniarum. Por el contrario, las provincias Lusitania, Gallaecia y Baetica tuvieron rango consular, según el Breviarium rerum gestarum populi Romani de Rufo Festo. El praesides, asistido por los integrantes del consejo o equipo de gobierno denominado officium, ejercía funciones fiscales, jurídicas y supervisaba las obras públicas (cursus publicus).

### Población y poblamiento

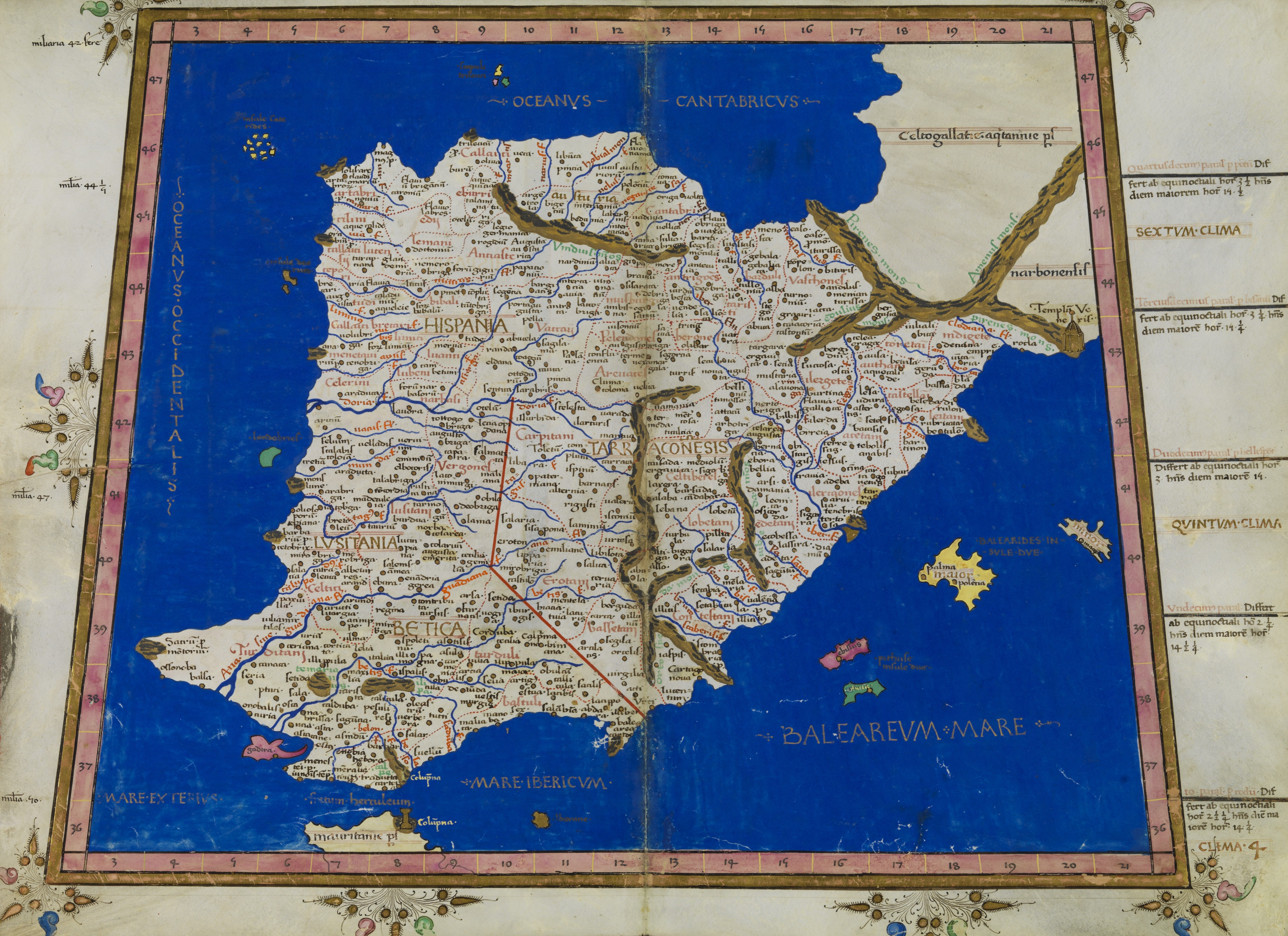
Mapa de Hispania de Ptolomeo.

Para el poblamiento urbano del conventus original es fundamental el texto de Plinio, que nos informa de las sesenta y cinco comunidades (excluidas las islas) o pueblos que concurrían a Carthago Nova, y de los nombres y categorías, (entre ellas, las cinco colonias de Carthago Nova, Acci, Salaria, Libisosa e Ilici), de veinte (veinticuatro con la capital, Urci, Ilici y Lucentum, que se citan en Plinio, III), diecinueve de esas comunidades:
| Carthaginem conveniunt populi LXV exceptis insularum incolis ex colonia Accitania Gemellense, ex Libisosana cognomine Foroaugustana, quibus duabus ius Italiae datum, ex colonia Salariense, oppidani Lati veteris Castulonenses qui Caesarii Iuvenales appellantur, Saetabitani qui Augustani, Valerienses. stipendiariorum autem celeberrimi Alabanenses, Bastitani, Consaburrenses, Dianenses, Egelestani, Ilorcitani, Laminitani, Mentesani qui et Oretani, Mentesani qui et Bastuli, Oretani qui et Germani cognominantur, caputque Celtiberiae Segobrigenses, Carpetaniae Toletani Tago flumini inpositi, dein Viatienses et Virgilienses. C. Plinio Secundo. Naturalis Historia III, 25 |

Estas sesenta y cinco comunidades mencionadas por Plinio se aproximan bastante a las sesenta y tres que se obtienen de las tablas de Ptolomeo. de acuerdo con el siguiente cálculo: 
| Carpetanos  | Celtíberos  | Oretanos    | Bastetanos | Contestanos     | Edetanos         | Total |
| ----------- | ----------- | ----------- | ---------- | --------------- | ---------------- | ----- |
| Ilurbida    | Belsinun    | Salaria°↓   | Pucialia   | Menlaria        | Dianium°↓        |       |
| Egelesta°↓? | Turiasso    | Sisapone↓   | Salaria    | Valentia        | Caesaraugusta    |       |
| Ilarcuris   | Nertobriga  | Oretum G.°↓ | Turbula    | Saetabis°↓      | Bernaba          |       |
| Varada      | Bilbilis    | Aemiliana   | Saltiga↓   | Saetabicula     | Ebora            |       |
| Thermida    | Arcobriga   | Mirobriga   | Bigerra    | Ilicis°↓        | Belia            |       |
| Titulcia↓   | Caesada     | Salica      | Abula↓     | Iaspis          | Arsi             |       |
| Mantua↓     | Mediolum    | Libisosa°↓  | Asso↓      | Ilici Portus    | Damania          |       |
| Toletum°↓   | Attakon↓??  | Castulo°↓   | Bergula    | Alonae↓         | Leonica          |       |
| Complutum   | Ergavica    | Lupparia    | Carca      | Carthago nova°↓ | Osicerda         |       |
| Caracca     | Segobriga°↓ | Mentesa°↓   | Ilunum↓    | Lucentum°↓      | Etobesa          |       |
| Libora      | Candabora°↓ | Cervaria    | Arcilasis¹ |                 | Lassira          |       |
| Ispinum     | Bursada     | Biatia°↓    | Segisa↓    |                 | Edeta sive Liria |       |
| Metercosa   | Laxta↓      | Laccuris    | Orcelis    |                 | Saguntum         |       |
| Barnacis    | Valeria°↓   | Tuia↓       | Vergilia°↓ |                 |                  |       |
| Alternia    | Istonium    |             | Acci°↓     |                 |                  |       |
| Paterniana  | Alaba°↓     |             | Urci°↓     |                 |                  |       |
| Rigusa      | Libana      |             |            |                 |                  |       |
| Laminium°↓  | Urcesa      |             |            |                 |                  |       |
| 18 - 1 = 17 | 18 - 9 = 9  | 14 - 2 = 12 | 16         | 10 - 2 = 8      | 13 - 12 = 1      | 63    |

(¹): Arkilakis, parece corresponder al yacimiento ibérico de Molata de Casa Vieja (Almaciles) en el término municipal de Puebla de Don Fadrique, con más de 10 ha de extensión pero que probablemente no llegó a romanizarse.
(°): Comunidades también citadas por Plinio.

(↓): Comunidades recogidas en: 

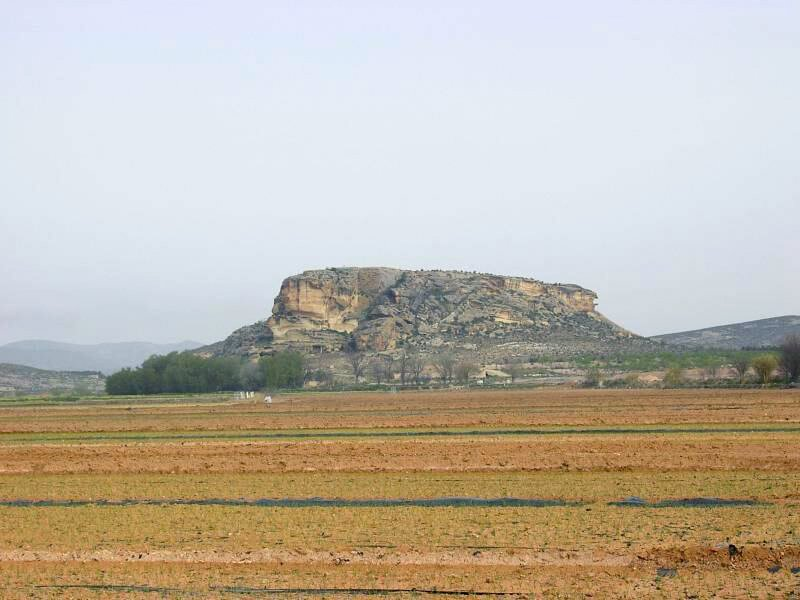
El Tolmo de Minateda, asentamiento de Illunum.

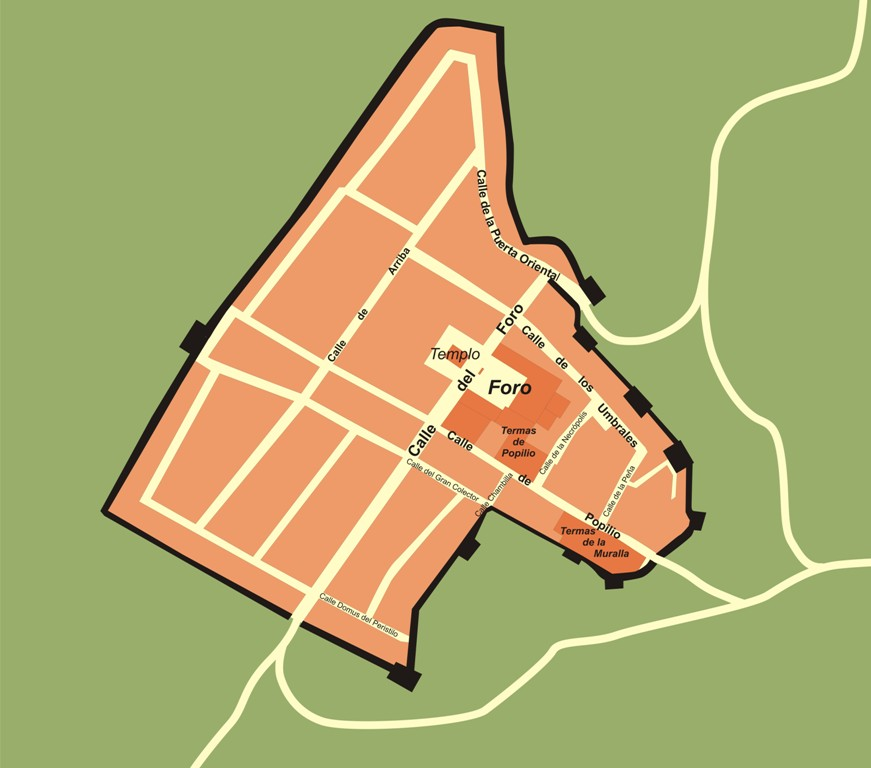
Plano de Lucentum.

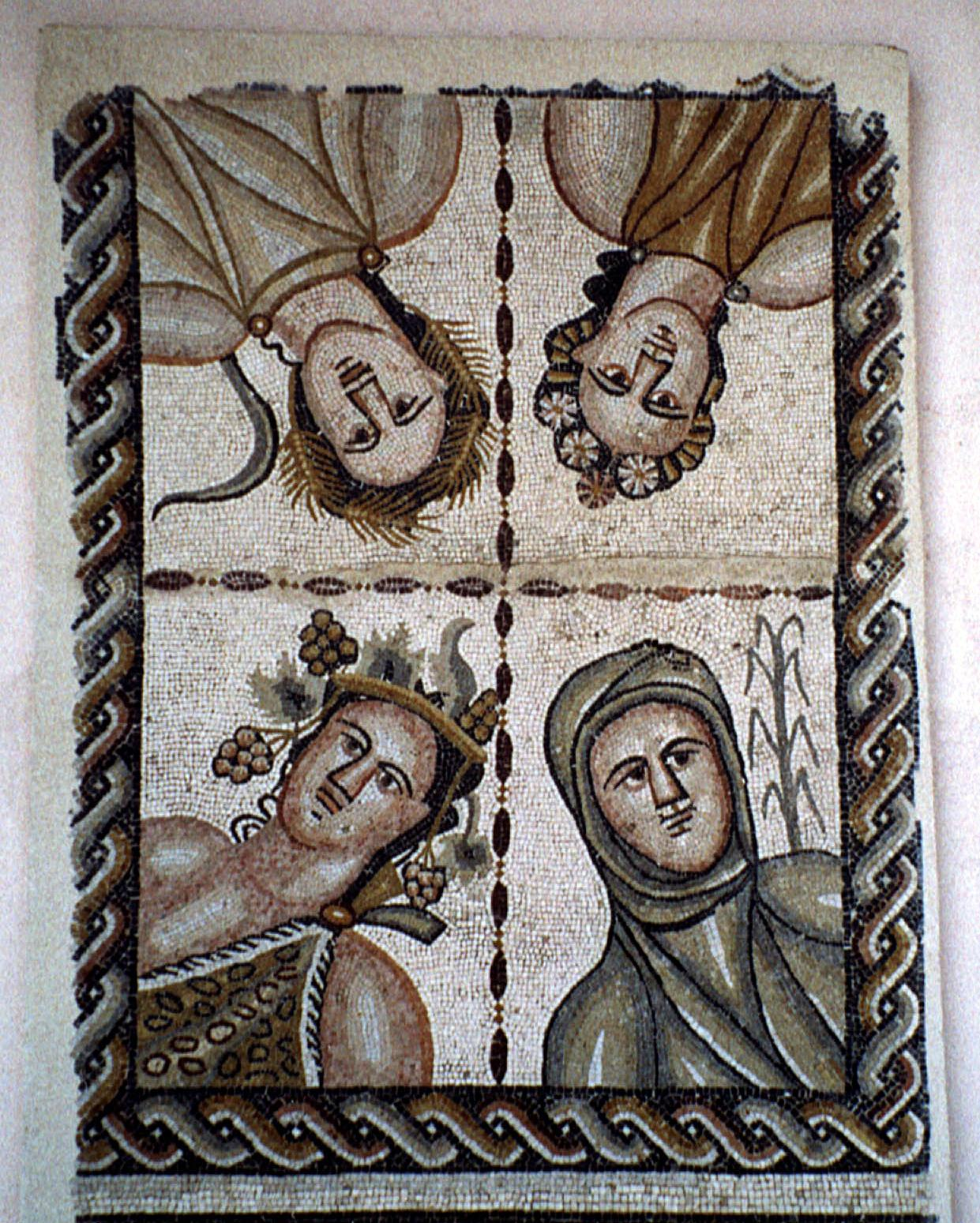
Mosaico de las cuatro estaciones de la Casa de Baco en Complutum, fines del En sentido antihorario desde arriba a la derecha: primavera, verano, otoño, invierno.

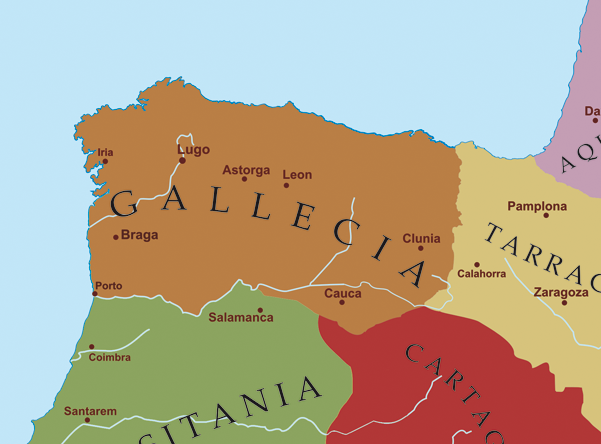
Posible extensión de Gallaecia según algunos autores.

Sorprende que Ptolomeo no cite Basti, Mentesa Bastia e Ilorci, que sí cita por Plinio. No obstante, debemos señalar siguiendo a Gómez Fraile que «El valor cronológico de los datos introducidos por Ptolomeo en la geografía de la Citerior es fluctuante, dado que refleja diferentes elementos de carácter geográfico y administrativo que se refunden para crear una realidad anacrónica y, obviamente, distorsionada... Sus notas, en consecuencia, no recrean en ningún caso una situación que reproduzca un estado de cosas susceptible de insertarse en un momento cronológico concreto. En ningún caso, por tanto, debe contemplarse su exposición como producto de una novedosa situación administrativa, movimientos territoriales, cambios étnicos o similares. Es fruto tan solo, repetimos, de una intervención personal en la que se refunden fuentes de distinto carácter y cronología en un particular diseño que no responde a ninguna situación cronológica o real».
Según Orlandis, de acuerdo con la tesis de que la organización eclesiástica de época visigoda se basa en la organización administrativa bajoimperial y que, en su mayoría, las ciudades que habían sido capitales de provincia bajoimperial pasan a ser sedes metropolitanas, en los últimos tiempos del reino visigodo, el panorama urbano de la provincia Cartaginense, muy reducido respecto al altoimperial, se correspondería con el de la provincia eclesiástica Carthaginensis, con sede metropolitana en Toletum (Toledo) que sustituyó a Cartagena durante su ocupación por los bizantinos, compuesta por los siguientes veintiún obispados/ciudades:
| Obispado        | Ciudad                  | Provincia   | Observaciones                                                |
| --------------- | ----------------------- | ----------- | ------------------------------------------------------------ |
| Acci            | Guadix                  | Granada     | con ceca visigoda                                            |
| Arcavica        | Santaver                | Cuenca      |                                                              |
| Basti           | Baza                    | Granada     |                                                              |
| Beatia          | Baeza                   | Jaén        | con ceca visigoda, su obispado sustituyó a Cástulo en 656    |
| Bigastrum       | Cehegín                 | Murcia      | ¿amurallada en el Bajo Imperio?                              |
| Cástulo-Cazlona | Linares                 | Jaén        | con ceca visigoda y ¿amurallada en el Bajo Imperio?          |
| Complutum       | Alcalá de Henares       | Madrid      |                                                              |
| Dianium         | Denia                   | Alicante    |                                                              |
| Elo             | Hellín                  | Albacete    |                                                              |
| Illici          | Elche                   | Alicante    | ¿amurallada en el Bajo Imperio?                              |
| Mentesa         | Villanueva de la Fuente | Ciudad Real | con ceca visigoda                                            |
| Oretum          | Granátula               | Ciudad Real |                                                              |
| Oxoma           | Osma                    | Soria       | amurallada en el Bajo Imperio                                |
| Palentia        | Palencia                | Palencia    |                                                              |
| Setabi          | Játiva                  | Valencia    |                                                              |
| Segóbriga       | Saelices                | Cuenca      |                                                              |
| Segovia         | Segovia                 | Segovia     |                                                              |
| Segontia        | Sigüenza                | Guadalajara |                                                              |
| Toletum         | Toledo                  | Toledo      | con ceca visigoda, sustituyó como metrópolis a Carthago Nova |
| Valentia        | Valencia                | Valencia    | con ceca visigoda                                            |
| Valeria         | Valeria                 | Cuenca      |                                                              |
| Urci            | Benahadux               | Almería     |                                                              |

En el Bajo Imperio (fundamentalmente para el siglo III), deberían añadirse otras ciudades y, entre otras Termancia (Tiermes), amurallada durante el siglo III, y Eliocroca (Lorca), cuyo obispo asistió al Concilio de Elvira a inicios del siglo IV.

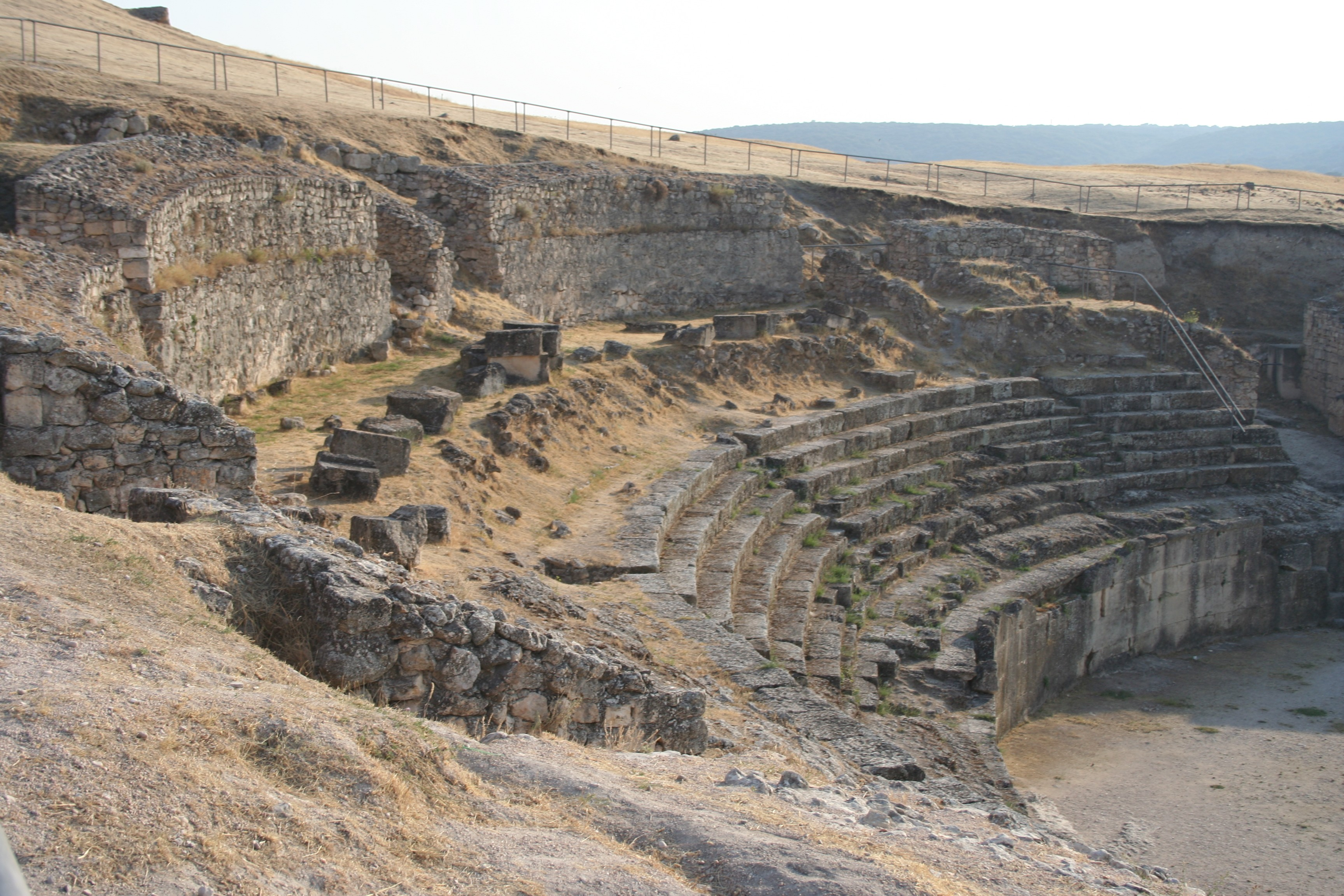
Circo de Segóbriga.

Posible situación provincial tras el asentamiento de los bárbaros.

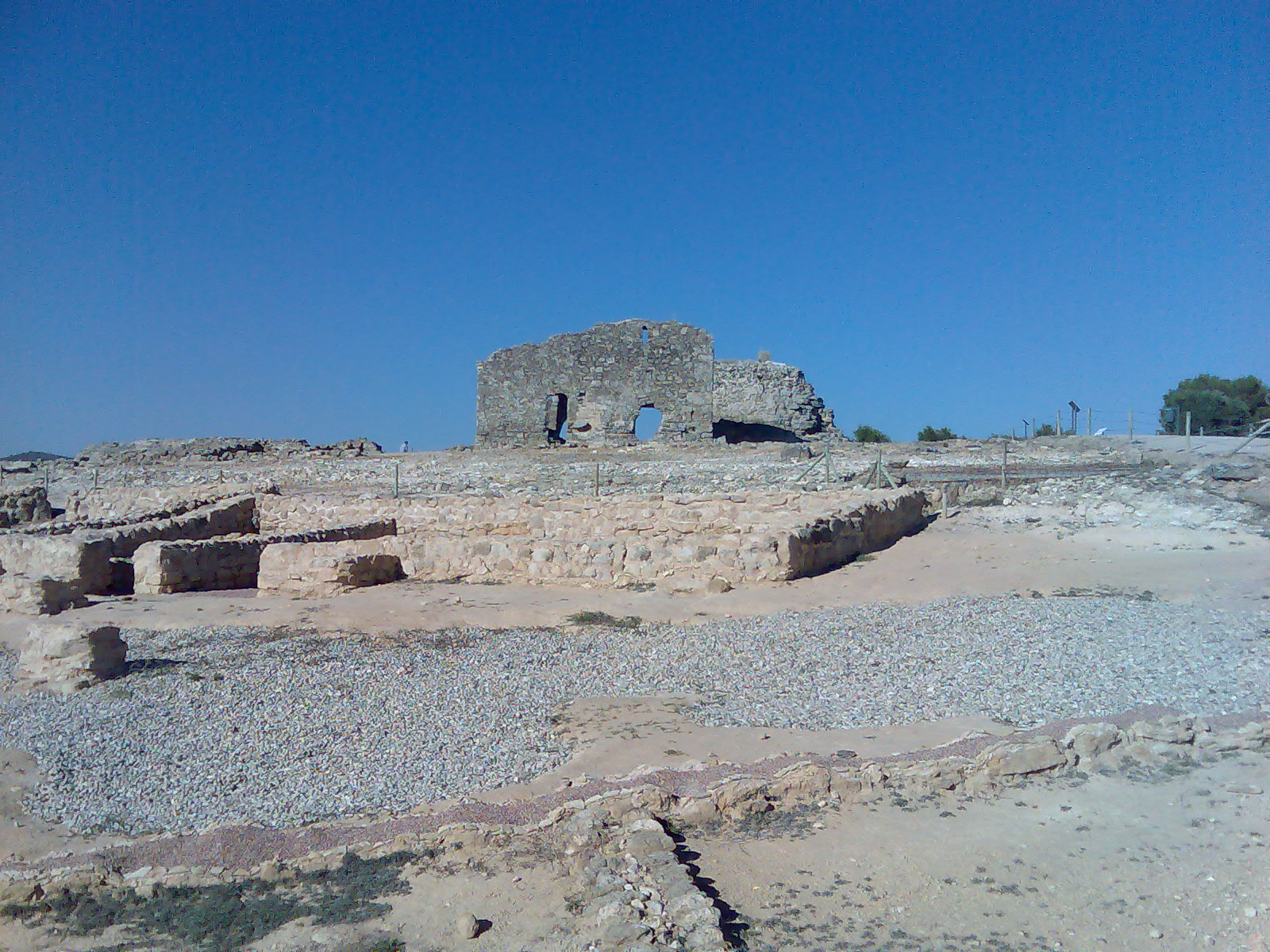
Ruinas de Recópolis.

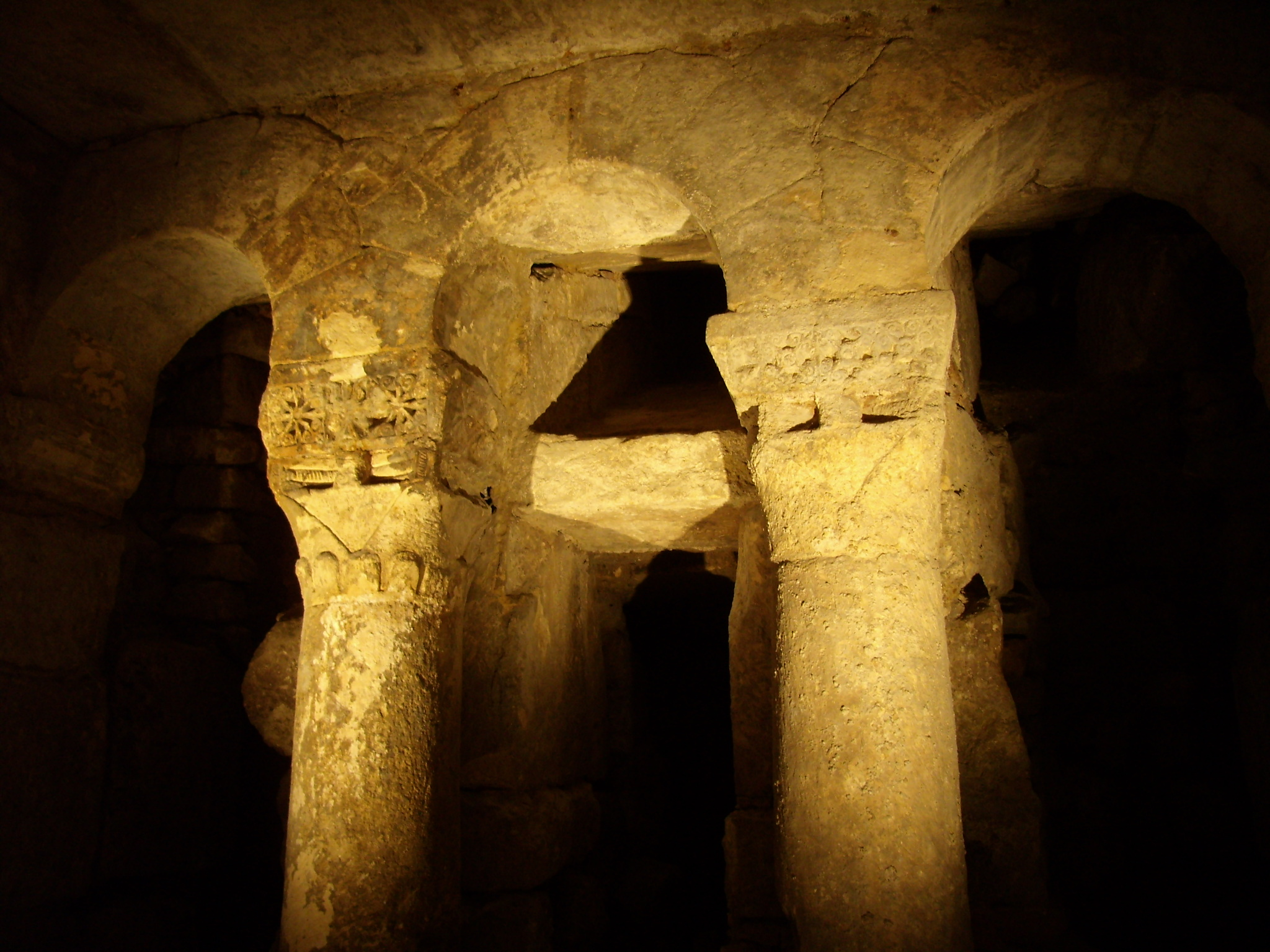
Cripta visigoda de la catedral de Palencia.

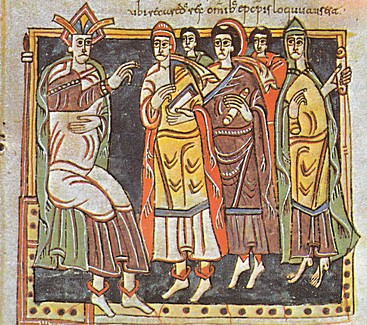
El rey Recaredo y los obispos en el III Concilio de Toledo.

A este panorama urbano episcopal cabría añadir, si es que no pertenecían al ducado de Cantabria, otras sede/urbes económico/militares (cecas visigoda que emite monedas en varios momentos desde 572 a 653 entre los reinados de Leovigildo y Chindasvinto) en Saldania (Saldaña) y Mave (Monte Cildá) y otra sede/urbe política o administrativa visigoda en Recópolis a partir del 578. En total, unas veinticinco «ciudades» frente a las más de sesenta que señala Plinio durante el Alto Imperio, para un territorio menor.
La identificación de ámbitos geográficos entre la organización eclesiástica y la civil, como señala J. Arce, sin ser absolutamente válida o totalmente exacta, es, al menos, aproximada. Por tanto, siguiendo con el argumento, y como ya observó Albertini, la provincia Cartaginense habría desbordado por el norte los límites del conventus original y se habría anexionado territorios anteriormente pertenecientes a los conventus Tarraconense (el obispado de Valencia, con la costa levantina entre el Júcar y el Mijares con Valentia, Edeta y Saguntum), Cesaraugustano (llegando hasta la divisoria de aguas del Sistema Ibérico, con las ciudades/obispados de Ercavica, Complutum y Segontia) y Cluniacense (la cuenca superior del Duero repartida entre los obispados de Osma, Palencia y Segovia, en las actuales provincias de Soria, Burgos, Palencia, Valladolid y Segovia).
Esta expansión, sin embargo, carece de justificación para el siglo IV. y tiene en su contra el texto de algunas fuentes de autores hispanos contemporáneos (fundamentalmente de Hidacio, quien señala el nacimiento de Teodosio en Cauca, en la provincia de Gallaecia, y de Orosio, para quien Numancia, los vacceos, los astures y los cántabros pertenecen a la Gallaecia).

Orosio afirma en dos ocasiones que cántabros y astures formaban parte de Gallaecia y que la ciudad de Numancia estaba ubicada en el límite de la provincia, en la zona de contacto entre vacceos y cántabros, a los que —por otro lado— incluye, junto con los astures, en los límites montañosos del norte de la provincia, referencia ésta que podría encajar con los límites tradicionales del conventus Asturicum y que confirma su contemporánea Notitia dignitatum al situar a Iulobriga, población cantábrica, en los límites de Gallaecia... una noticia del cronista Hydacio referente a que el emperador Teodosio nació en Cauca (Coca) en la Gallaecia, equivale a situar el límite sur de la provincia, extremadamente lejos. En efecto, si la causa mencionada es la Coca segoviana, entonces Gallaecia habría superado la frontera del Duero, por lo menos en la parte alta de su cuenca; según Casimiro Torres, el río Eresma cerraría la provincia cara a la Sierra de Ávila, en lo que sería —con la prolongación del Duero— el límite con la Lusitania; Somosierra y Guadarrama constituirían el borde hacia el sudeste en contacto con la Cartaginense.

La expansión de la Cartaginense se justificaría mejor a partir del asentamiento visigodo en la cuenca del Duero (Campos Góticos o Palentinos frente a los suevos establecidos en la Gallaecia estricta), en el alto Tajo (en las actuales provincias de Guadalajara, este de Madrid y norte de Cuenca) y en el levante peninsular (el territorio de Valentia, frente a los bizantinos instalados en la Spania).
Aunque ya el Concilio de Calcedonia (canon 17), en el 451, reguló que la Iglesia debía acomodarse a las innovaciones administrativas civiles, en Hispania, no fue sino en el IV Concilio de Toledo, en el 633, cuando se ordenó (canon 35) que las divisiones eclesiásticas se adecuasen a las civiles; por lo que la extensión de la provincia Cartaginense, tal como la hemos descrito anteriormente, sólo puede retrotraerse con total seguridad a esta última fecha.

## Provincia eclesiástica
Al cristianizarse el Imperio romano, la Iglesia cristiana primitiva asumió la división provincial imperial en su organización. De esta forma, las primeras provincias eclesiásticas se correspondieron exactamente con las existentes estructuras provinciales romanas. La provincia eclesiástica Cartaginense, por tanto, se correspondía exactamente con la provincia romana, y ejercía de metropolitana sobre todos los obispados que existían dentro de su territorio.
Quedaban dentro de la provincia diócesis tan importantes como Valentia, Toletum, Eliocroca, Begastri o Illici.

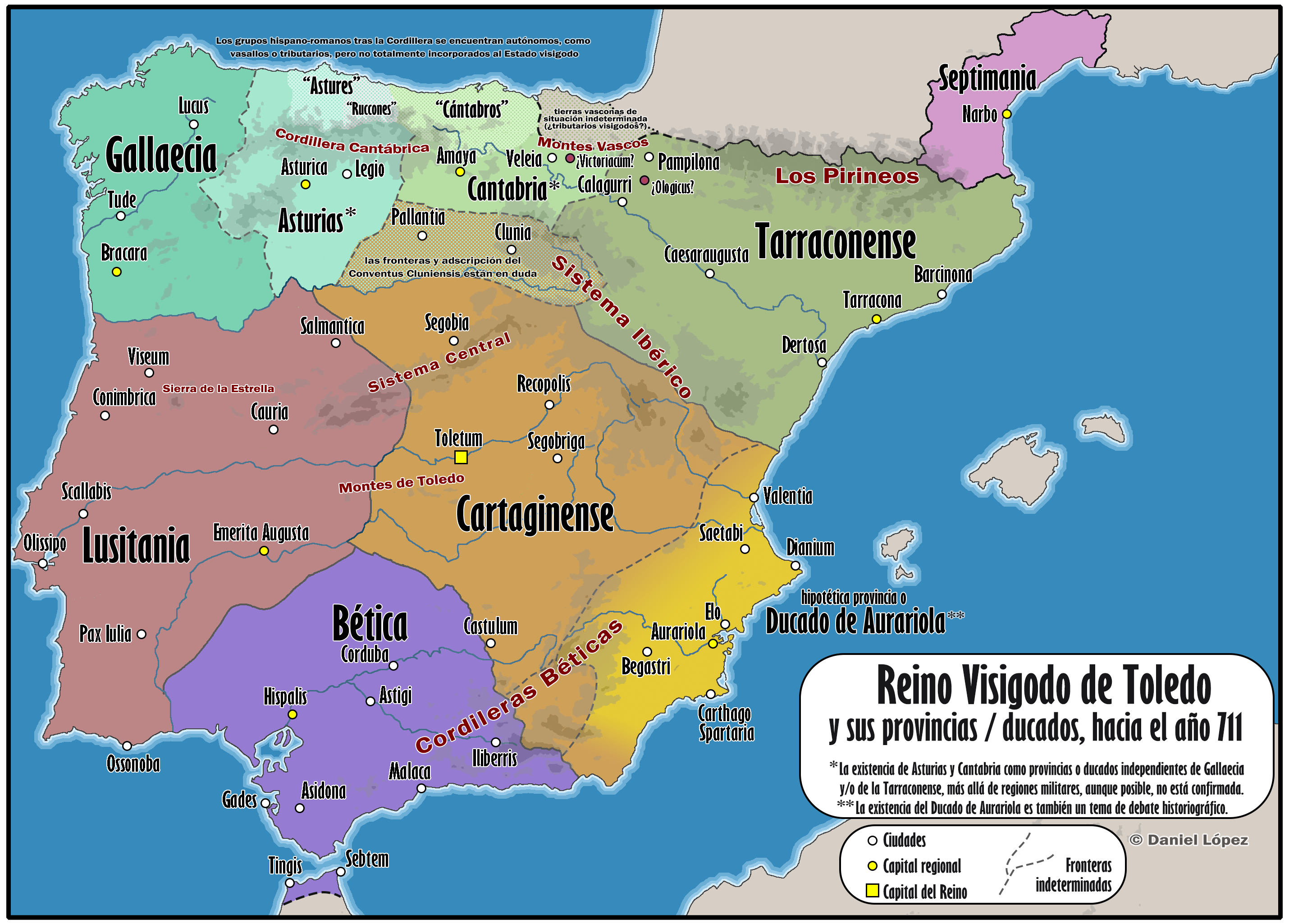
Propuesta de división provincial al final del dominio visigodo.

La coincidencia entre división política y división religiosa existió hasta la caída del Imperio romano de Occidente en 476. A mitad del siglo VI la provincia eclesiástica Cartaginense se vio entonces dividida políticamente en dos: una parte en el centro de la península controlada por los visigodos y otra en el sur y este controlada por los bizantinos.

### Cuestión metropolitana
El problema surgió porque la ciudad de Toletum, capital del Reino Visigodo, se encontraba incluida dentro de la Cartaginense, cuya capital, Carthago Spartaria, estaba bajo dominio bizantino. Por esta razón, poco después de su llegada al trono, el rey visigodo Gundemaro promovió la celebración de un sínodo que se desarrolló en Toledo y que acordó que Toledo era la metrópoli de toda la provincia, arrebatándole este título a la sede de Cartagena, declaración que respaldó el rey por decreto de 23 de octubre de 610.
Desapareció de esta manera la provincia eclesiástica Cartaginense, que no se restauró al reconquistar la ciudad a los bizantinos, puesto que la misma fue arrasada por el rey Suintila en el 622, entablándose en algunos momentos puntuales durante los años siguientes y ya solo como diócesis la reclamación sobre la sede metropolitana entre Cartagena y Toledo, que se resolvió por motivaciones políticas de forma definitiva en favor de esta en detrimento de aquella.
No fue sino después de la invasión musulmana, cuando al reconquistarse Cartagena en el siglo XIII, se restauró la diócesis, de la que durante muchos años no había habido constancia de la existencia de obispos en su territorio salvo datos puntuales (como que por el año 988 regía la diócesis de Cartagena un obispo llamado Juan), volviéndose a plantear en algún momento la reclamación frente a Toledo.